# Kostel svatého Fabiána a Šebestiána (Zákupy)
Kostel svatých Fabiána a Šebestiána v Zákupech je římskokatolický farní kostel zákupské farnosti – děkanství. Původní kostel zde stával před rokem 1458, o sto let později rozšířen a roku 1863 přestavěn do dnešní pseudogotické podoby. Hlavní podíl na stavbě nedaleko středu města měli příslušníci rodu Berků z Dubé. Stojí v Mimoňské ulici spolu s farou i přiléhajícím hřbitovem a přes četná poškození slouží stále svému účelu. Trojlodní stavba je chráněna jako kulturní památka.

## Historie

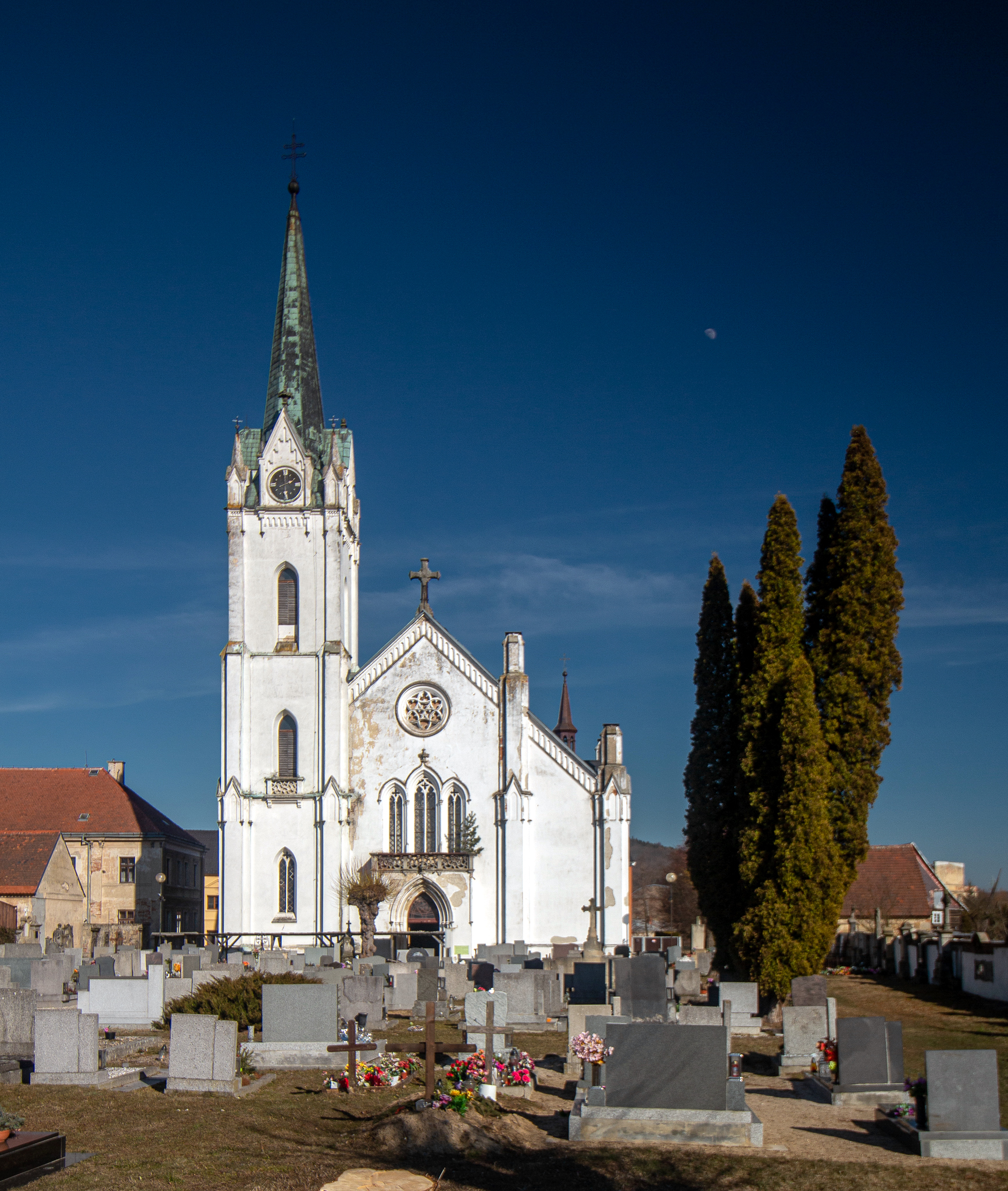
Čelní strana se vstupem od západu a přilehlý zákupský hřbitov

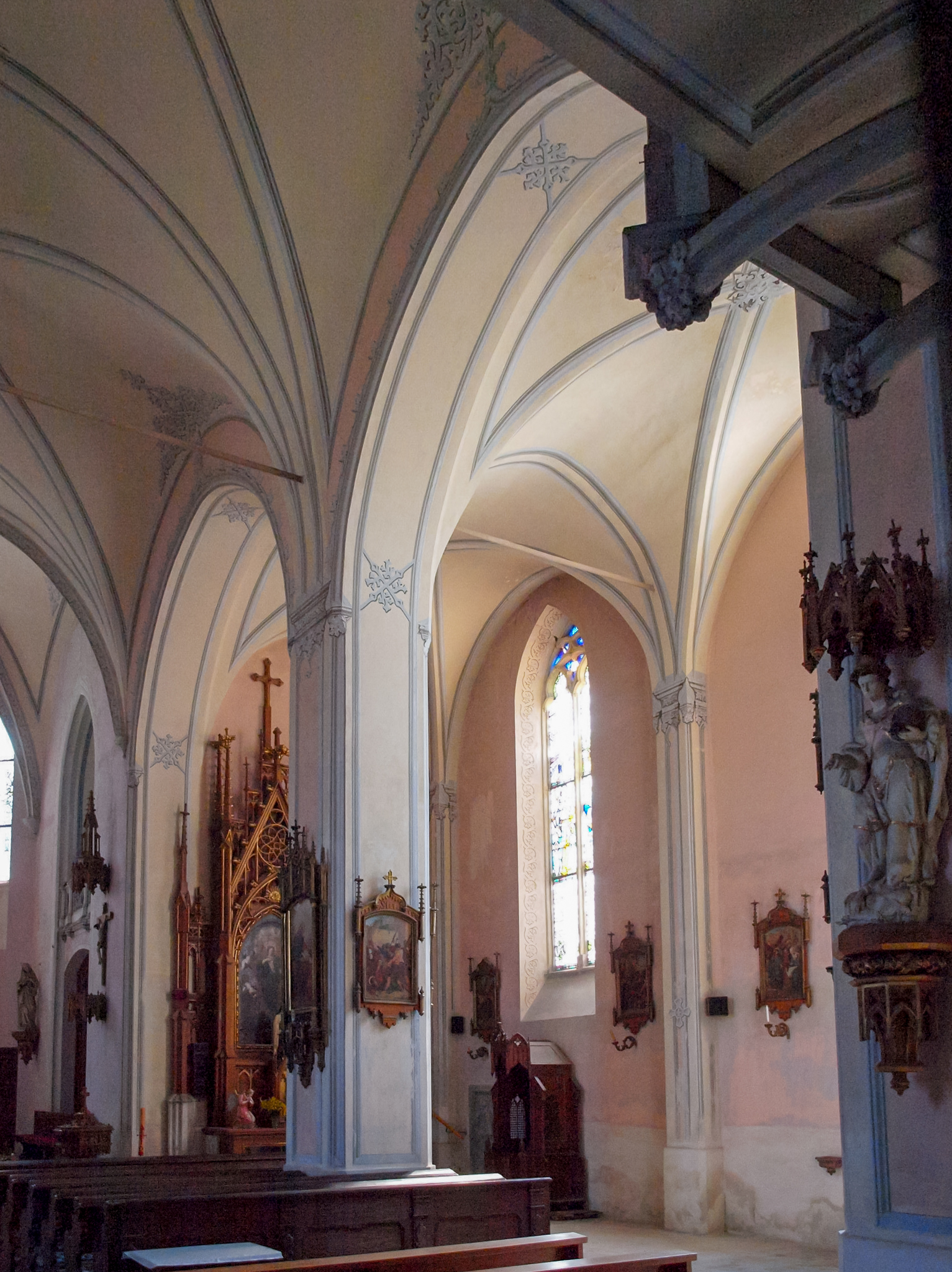
Interiér kostela svatých Fabiána a Šebestiána

Původní stavbu kostela nechal vybudovat před rokem 1458 Beneš z Vartenberka. V roce 1550 nechal tehdejší vlastník Zákup a okolí Zdislav Berka z rodu Berků z Dubé zahájit stavbu nového kostela na místě, kde stával původní z poloviny 15. století. Někdy je tedy uváděno u stávající stavby stáří kostela původního a rok 1550 jako začátek úplné přestavby. Nová stavba trvala 10 let a Zdislav se dostavby nedočkal, protože podlehl moru v roce 1553. Mor také způsobil přerušení stavby, protože zemřela značná část zdejších obyvatel. Nástupcem Zdislava se stal syn otcova bratrance Zbyněk Berka. který byl nejvyšším komořím Království českého a pobýval často v Praze. V roce 1560 byl kostel dostavěn včetně krypty, kde byl Zbyněk Berka později pohřben. V roce 1562 v něm byly zavěšeny zvony, poté byl předán do užívání a vysvěcen. Prvním farářem se stal Pavel Weiss.
Kostel byl přestavěn v novogotickém slohu v roce 1863, v době, kdy v Zákupech pobýval excísař Ferdinand I.
V době první světové války byly z nařízení z Vídně 28. srpna 1916 sejmuty kostelní zvony a odeslány k zrekvírování pro válečné účely.
Duchovní správci kostela jsou uvedeni na stránce: Římskokatolická farnost – děkanství Zákupy.

## Popis a vybavení stavby

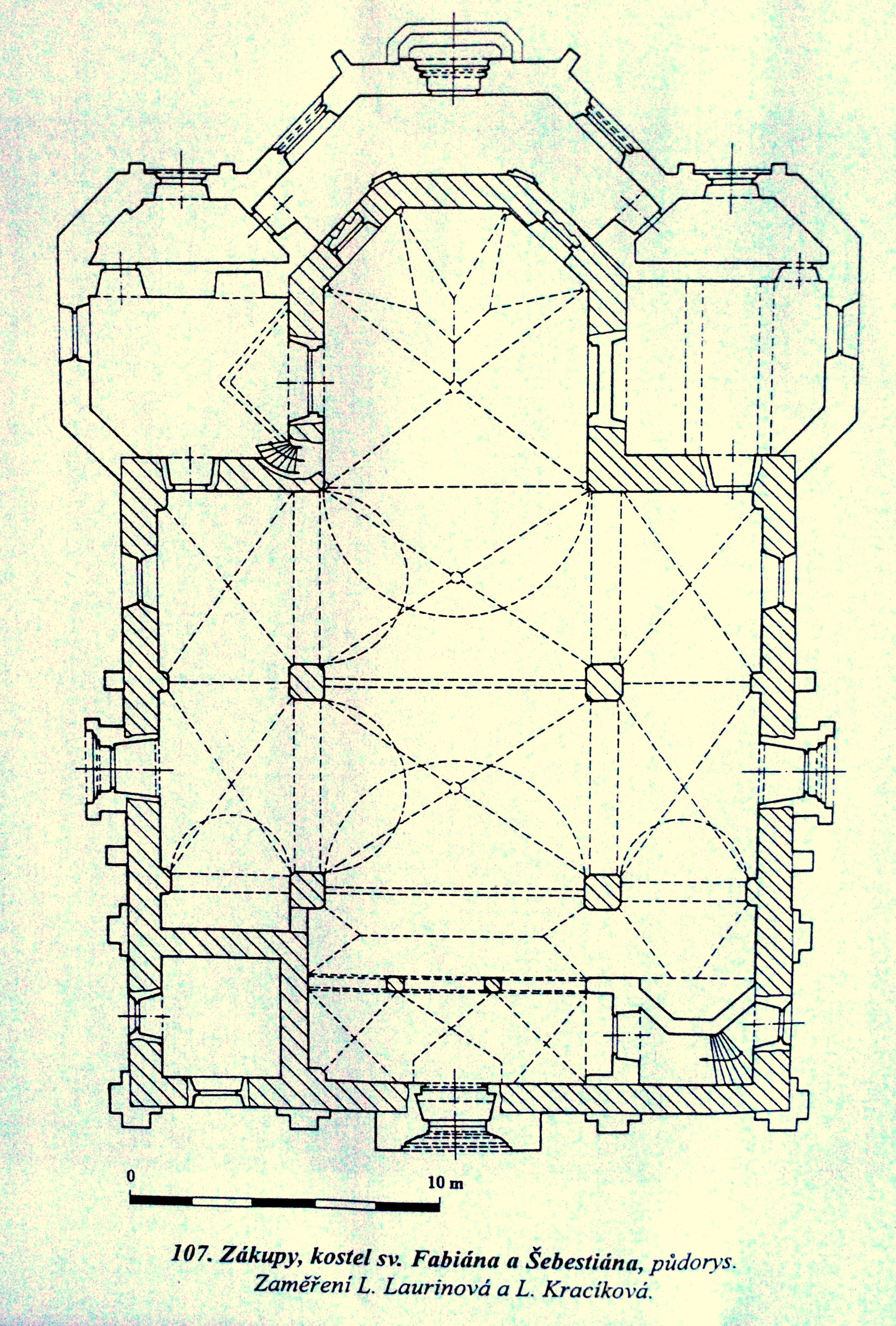
Půdorys kostela, autorky L. Laurinová, L. Kracíková

Jednolodní stavba má pětiboký presbytář s patrovými přístavky, na jižní straně obdélníkovou sakristii a oratoř. Průčelí je vysoké barokní a členěno lizénami. Kostelní věž je hranolovitá, v jejím přízemí je sakristie a v patře oratoř. Loď kostela má strop završený trojdílnou valenou klenbou. Vnitřní zařízení je v novogotickém slohu. Nejcennější jsou sochy dvou světců a obraz Nebeské Trojice, vše z poloviny 18. století. Je zde i krypta, kde je pohřbeno 23 příslušníků rodu Berků a v roce 1741 také toskánská velkovévodkyně Anna Marie Františka se svým prvním manželem. Za hlavním oltářem jsou na zdi mramorové náhrobky Zbyňka Berky († 6. března 1578), jeho manželky Veroniky z Lobkovic († 30. prosince 1578) a jejich mnoha synů a dcer.. Vpravo od mariánského oltáře je kamenný reliéf Aliny Chvalkovské s datem 1578. Na střeše byl instalován železný kříž s letopočtem 1560. V kostele je uložena relikvie sv. Felixe, získané velkovévodkyní od papeže. V noci pěkně nasvícený kostel má hlavní vchod odvrácený od Mimoňské ulice, orientovaný dozadu k městskému hřbitovu.

## Současný stav kostela
Kostel je zapsán od roku 1958 v celostátním seznamu kulturních památek pod číslem 46904/5-3434.
V roce 2012 na několika místech poškozenou střechou do děkanského kostela zatékalo a zařízení ničila dřevomorka domácí. Nebyla funkční kanalizace, takže je ničena i rodinná hrobka Berků. Na záchranu stavby poskytlo v roce 2012 částku 200 000 Kč město Česká Lípa. Kvůli padající omítce byl v roce 2013 ke vchodu vybudován za pomoci města Zákupy provizorní dřevěný tunel. K záchraně je nutné sehnat částku 35 milionů. V roce 2019 probíhala oprava střechy a fasády od jižní strany.

## Farnost Zákupy
Farář v Zákupech psal od roku 1566 kroniku a v ní zapsal i události od roku 1458. Další farní pamětní kniha byla v Zákupech psána od roku 1723. Po přestěhování z Brenné psal zdejší kroniku i farář Josef Richter. K psaní kronik a pamětních knih vydala litoměřická biskupská konzistoř metodické materiály (oběžníky) v letech 1795 a 1827. Některé knihy byly uloženy ve Státním okresním archivu v České Lípě v letech 1958–1961.
Kostel přináleží pod Českolipský vikariát a ten je součástí litoměřické diecéze vedené od roku biskupem Janem Baxantem. Administrátorem farního obvodu Zákupy je R. D. Grzegorz Jacek Wolanski (stav z roku 2012). 
Budova zákupské fary je v sousedství kostela, rovněž v Mimoňské ulici. Bohoslužby jsou slouženy pravidelně o nedělích a církevních svátcích. V kostele bývají pořádány ojediněle i koncerty, zpravidla v období adventu a někdy také při Zákupských slavnostech.
Dne 1. června 2012 se kostel poprvé zapojil do mezinárodní akce Noc kostelů. Akci hojně navštívenou veřejností pořádala Římskokatolická farnost – děkanství Zákupy a v Zákupech nově založené občanské sdružení Společné dědictví Zákupy. Tatáž akce zde proběhla i v dalších letech.

## Ostatní
Před portálem kostela, u vstupu na hřbitov, je tabulka s nápisem tohoto znění: „V kryptě kostela je pohřbeno 23 příslušníků rodu Berků a velkovévodkyně Anna Marie Františka z Toskány s manželem. U hlavního oltáře jsou mramorové náhrobky Zbyňka Berky, jeho paní a synů. U mariánského oltáře je kamenný reliéf paní Aliny Chvalkovské s českým nápisem z roku 1578.“

## Galerie

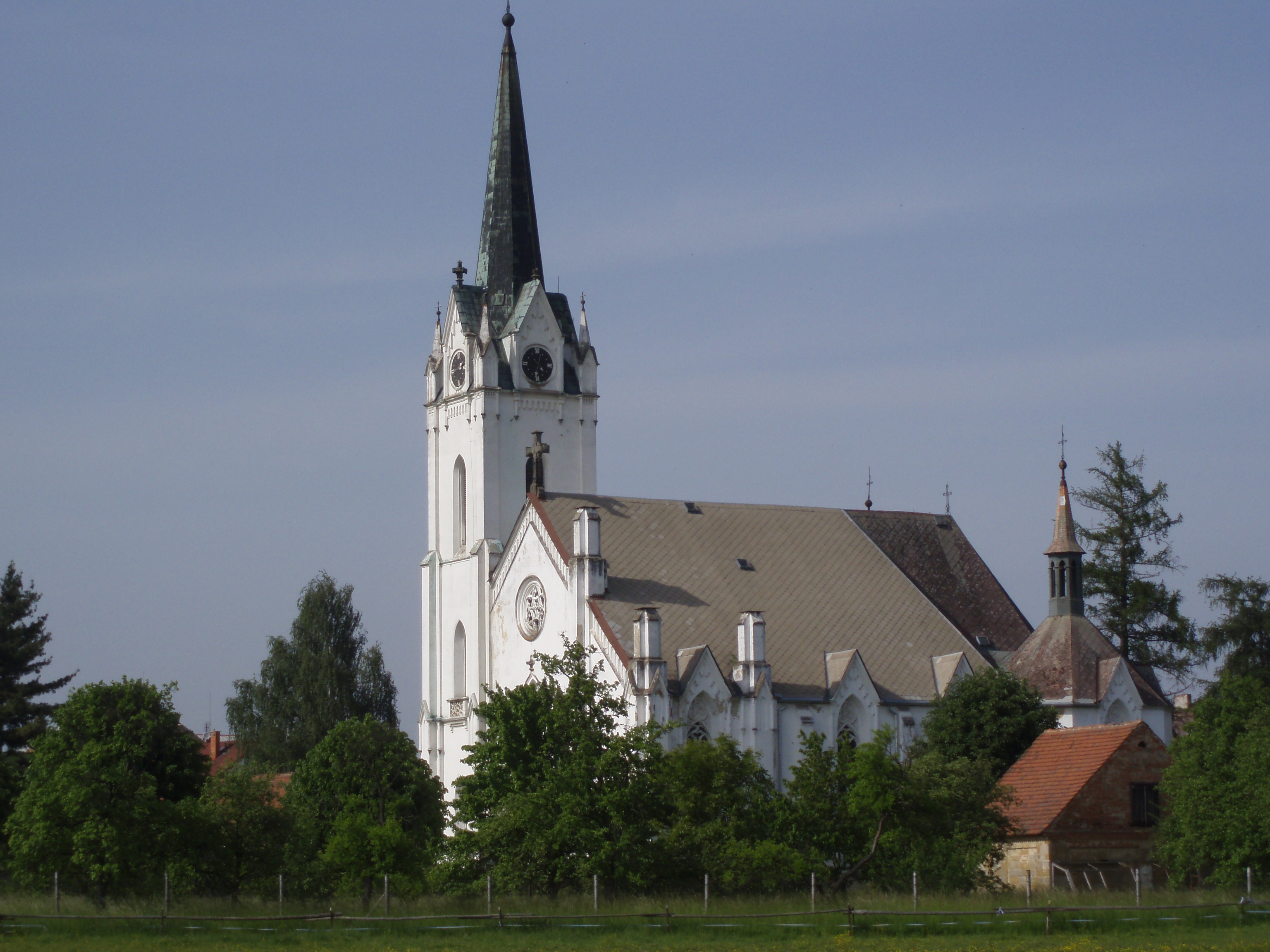
Kostel v roce 2008
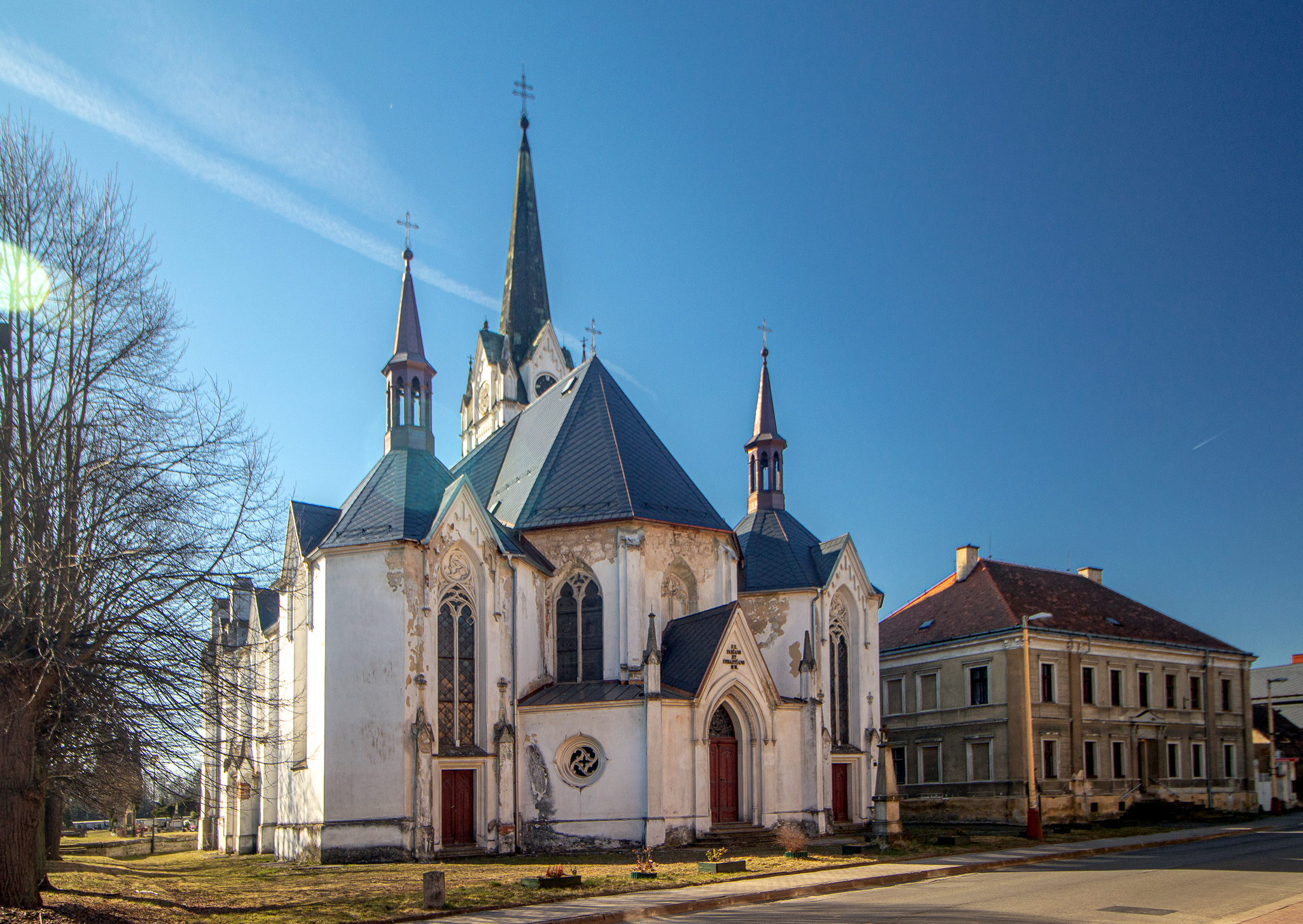
Kostel a fara
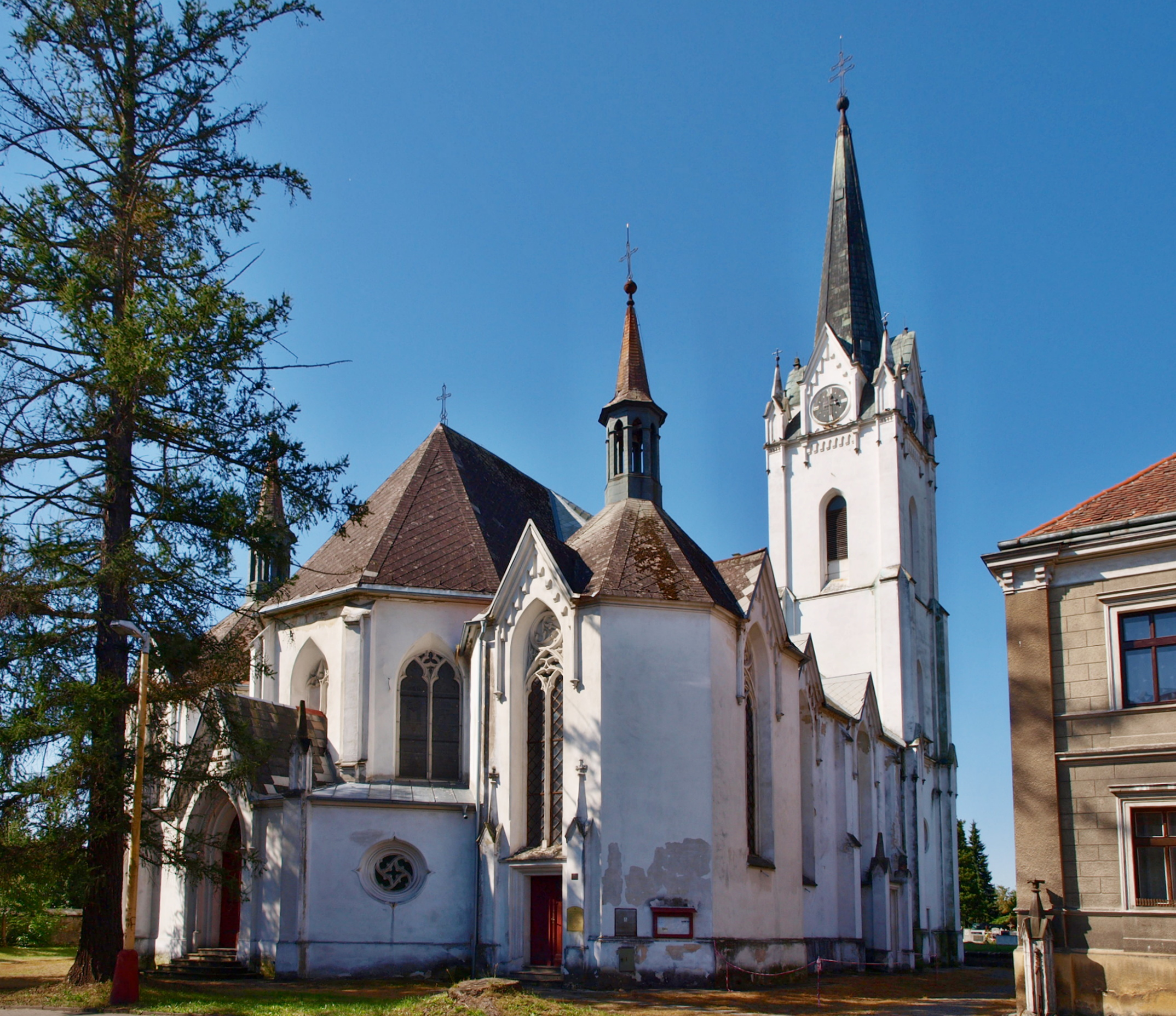
Pohled na kostel od severovýchodu
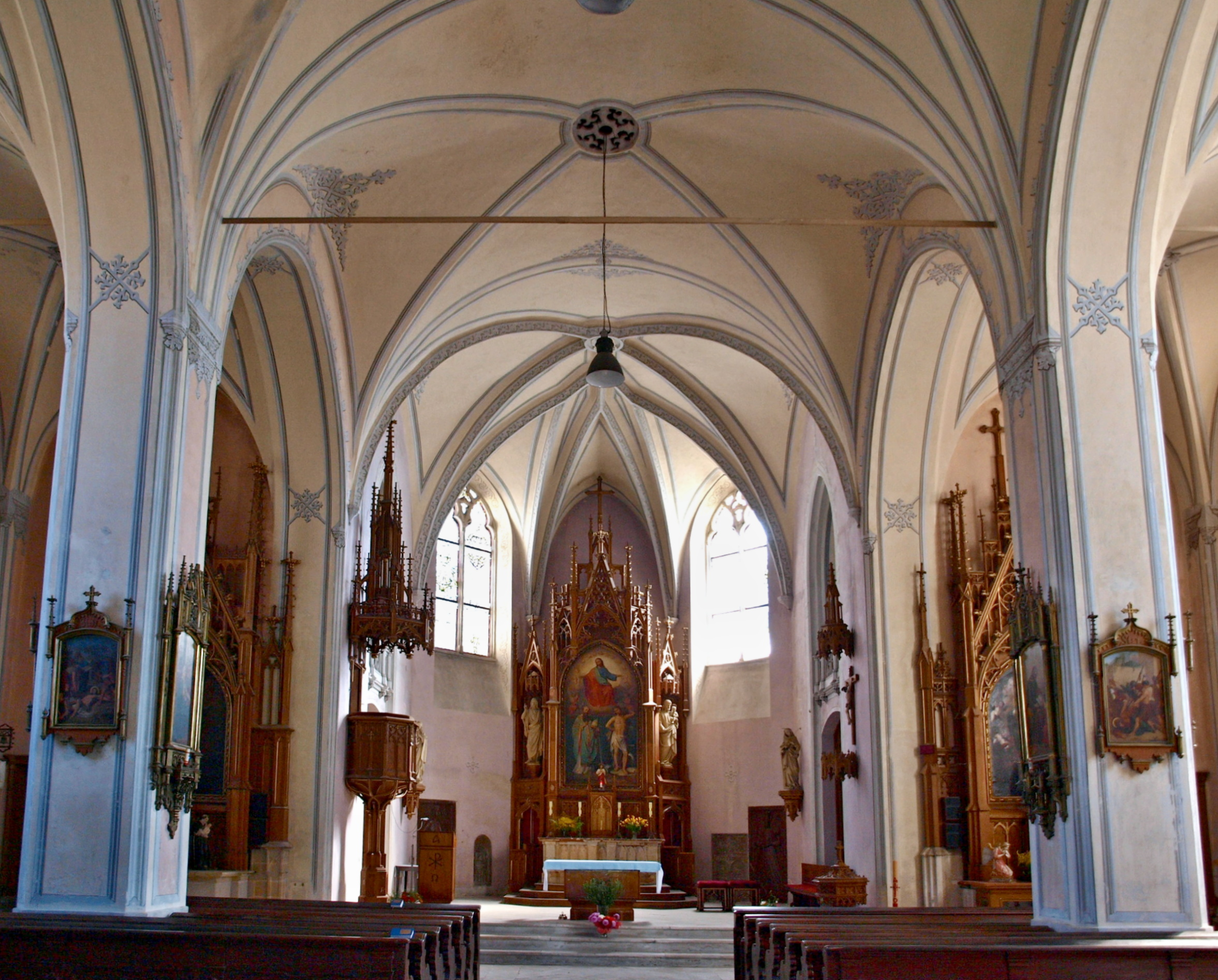
Interiér s pseudogotickou klenbou
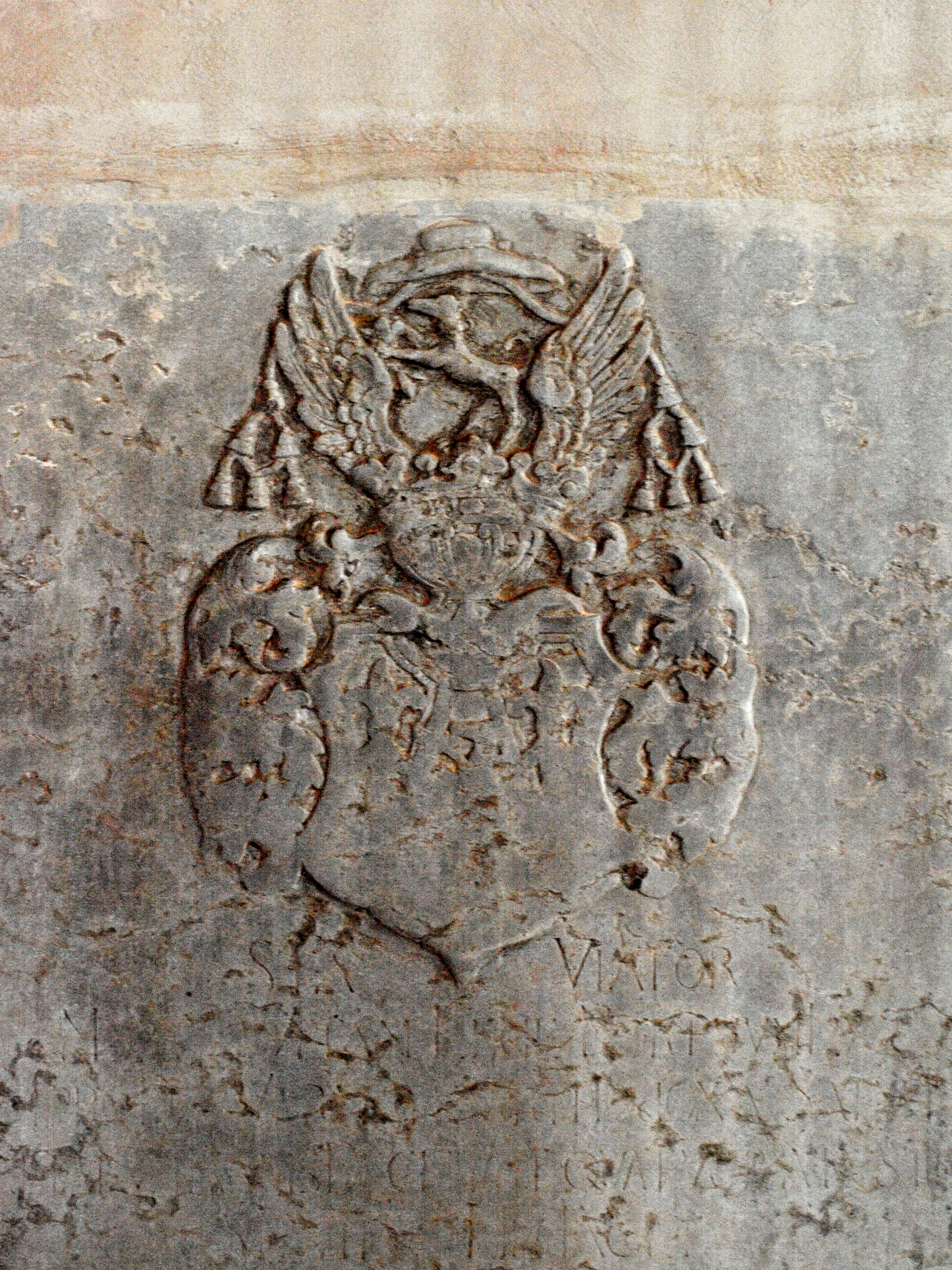
Kamenná deska ve vstupní části interiéru kostela
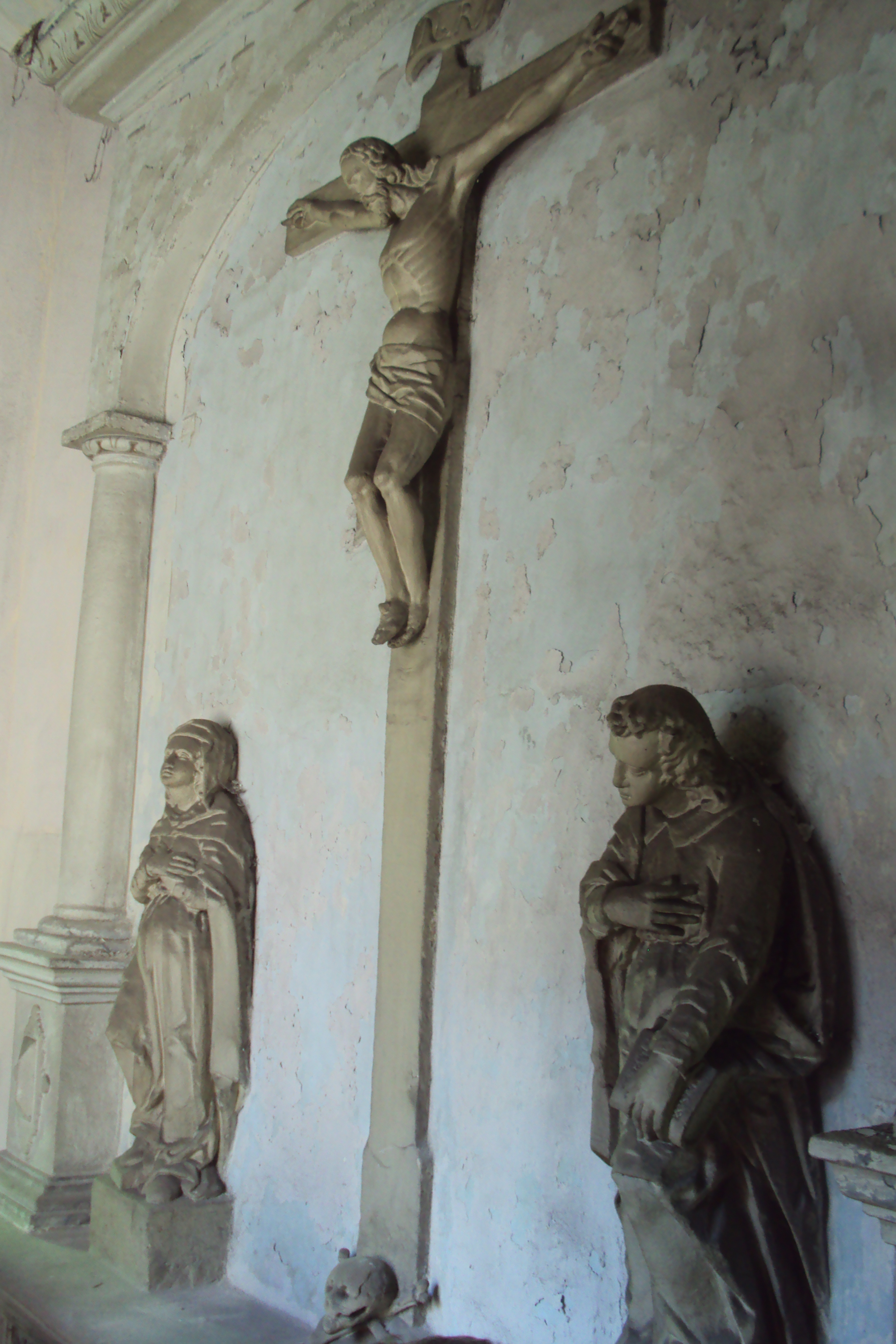
Sochy uvnitř u schodiště
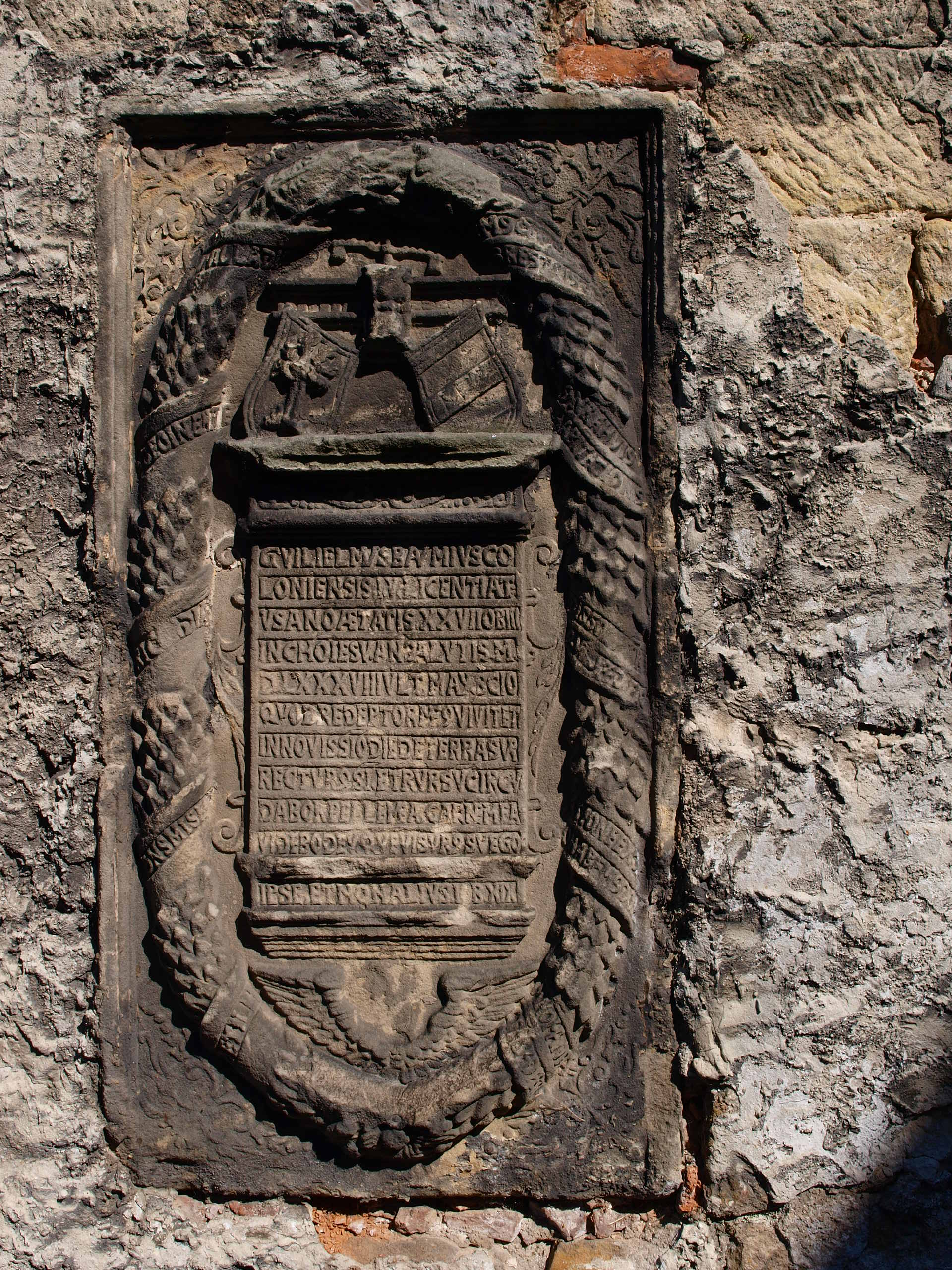
Náhrobník Viléma Baumia Kolínského

### Související článek
- Římskokatolická farnost – děkanství Zákupy